# 中伏尔加斯基村委员会
中伏尔加斯基村委员会（俄语：Средневолжский сельсовет）是俄罗斯联邦阿斯特拉罕州叶诺塔耶夫卡区所属的一个村委员会。其下辖有4个居民点，行政中心为伏尔加斯基。据2015年统计，该村委员会的人口为2310人。